# Tillandsia 'Mayan Gold'
Tillandsia 'Mayan Gold' es un cultivar híbrido del género Tillandsia perteneciente a la familia Bromeliaceae.
Es un híbrido creado en el año 1990 con las especies Tillandsia latifolia var. divaricata × Tillandsia leucolepis.